# Campylocentrum amazonicum
Campylocentrum amazonicum är en orkidéart som beskrevs av Célestin Alfred Cogniaux. Campylocentrum amazonicum ingår i släktet Campylocentrum och familjen orkidéer. Inga underarter finns listade i Catalogue of Life.

## Bildgalleri

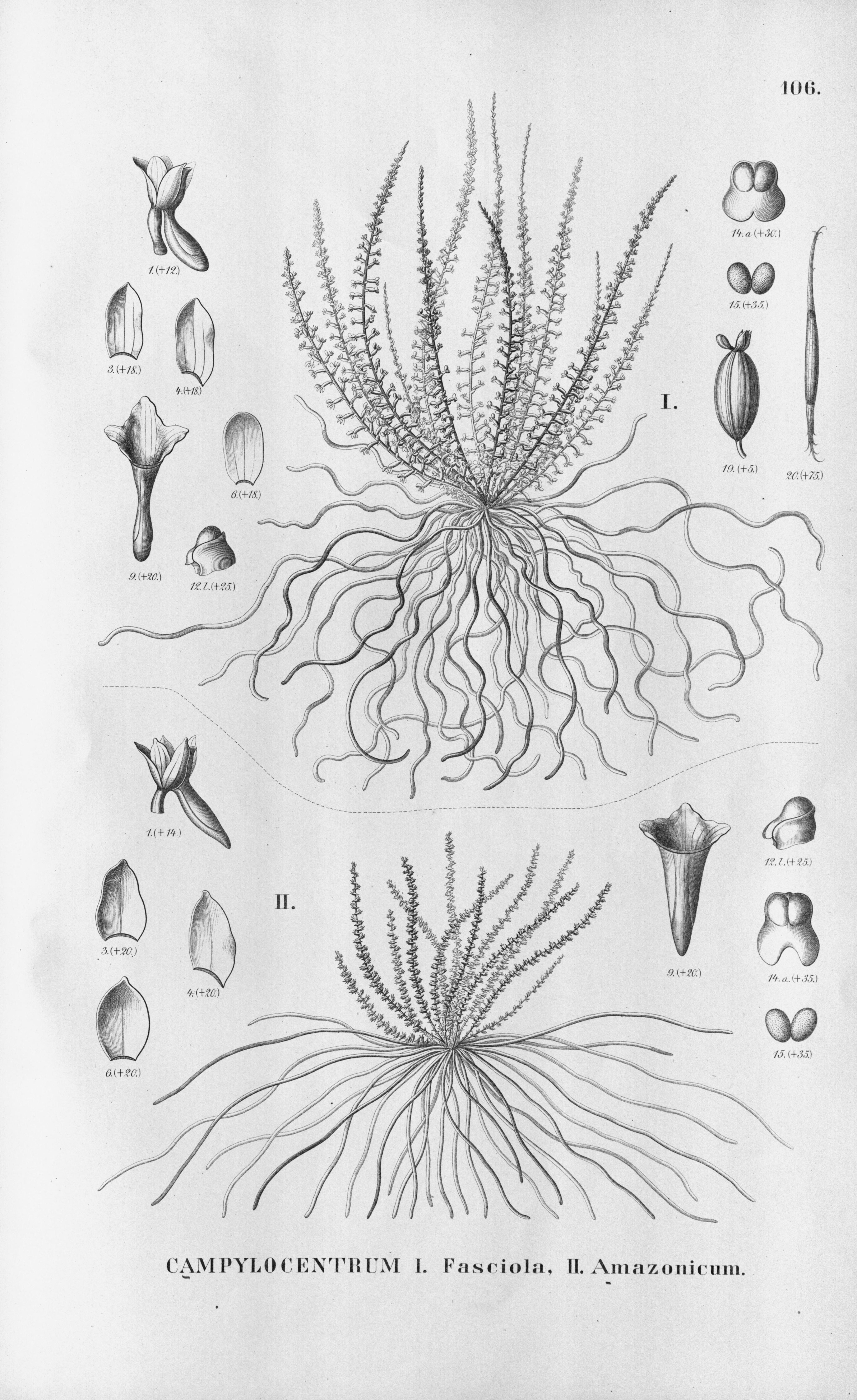